# 肥後正弘
肥後 正弘（ひご まさひろ、1945年（昭和20年）5月4日 - ）は、日本の政治家。元宮崎県小林市長（2期）。

## 来歴
玉川大学文学部卒業。1971年（昭和46年）、旧小林市役所に入庁。福祉事務所長、財政課長などを歴任した。2003年（平成15年）6月、小林市収入役に就任。
2006年（平成18年）3月20日、旧小林市が須木村と合併。新市制による小林市が誕生。同年5月、改めて市の収入役に就任。2007年（平成19年）4月、小林市副市長に就任。
2010年（平成22年）4月の小林市長選挙で初当選。4月23日、市長就任。二度の市長選の選挙結果は下記参照。
2018年（平成30年）4月の市長選挙には出馬せず、2期8年で市長を退任した。
2024年（令和6年）春の叙勲で旭日双光章受章。

## 市長選の結果
2010年小林市長選挙
2010年（平成22年）4月18日執行。元参議院議員の小斉平敏文ら2候補を破り初当選を果たした。
※当日有権者数：39,931人 最終投票率：66.59%（前回比：pts）
| 候補者名   | 年齢 | 所属党派 | 新旧別 | 得票数   | 得票率 | 推薦・支持 |
| ---------- | ---- | -------- | ------ | -------- | ------ | ---------- |
| 肥後正弘   | 64   | 無所属   | 新     | 13,207票 | 50.07% |            |
| 小斉平敏文 | 60   | 無所属   | 新     | 8,662票  | 32.84% |            |
| 鮫島憲     | 60   | 無所属   | 新     | 4,509票  | 17.09% |            |

2014年小林市長選挙
2014年（平成26年）4月20日執行。元市議の山口弘哲との接戦を勝ち抜き再選。
※当日有権者数：39,050人 最終投票率：54.27%（前回比：-12.32pts）
| 候補者名 | 年齢 | 所属党派 | 新旧別 | 得票数   | 得票率 | 推薦・支持 |
| -------- | ---- | -------- | ------ | -------- | ------ | ---------- |
| 肥後正弘 | 68   | 無所属   | 現     | 10,951票 | 52.33% |            |
| 山口弘哲 | 46   | 無所属   | 新     | 9,974票  | 47.67% |            |